# Sultans of Swing: The Very Best of Dire Straits
Sultans of Swing: The Very Best of Dire Straits je druhé nejobsáhlejší kompilační album největších hitů kapely Dire Straits vydané 19. října 1998 světově Mercury Records a pro USA Warner Bros. Records. Album vyšlo na dvou discích, přičemž druhý obsahuje živé nahrávky z koncertu z Royal Albert Hall, který byl odehrán 23. května 1996. Znovu byla kompilace vydána v roce 2002 na DVD, které obsahuje všechna hudební videa z disku 1 a komentář Marka Knopflera, frontmana Dire Straits, ke každé skladbě.

## Seznam skladeb
Všechny skladby napsal Mark Knopfler, výjimky jsou uvedeny.
Disk jedna
1. „Sultans of Swing“ (z Dire Straits, 1978) – 5:50
2. „Lady Writer“ (z Communiqué, 1979) – 3:49
3. „Romeo and Juliet“ (z Making Movies, 1980) – 6:05
4. „Tunnel of Love“ (intro Richard Rodgers/Oscar Hammerstein II) (z Making Movies, 1980) – 8:14
5. „Private Investigations“ (editovaná verze) (z Love Over Gold, 1982) – 5:54
6. „Twisting by the Pool“ (z ExtendedancEPlay, 1983) – 3:36
7. „Love Over Gold“ (živě z Alchemy: Dire Straits Live, 1984) – 3:40
8. „So Far Away“ (editovaná verze) (z Brothers in Arms, 1985) – 4:03
9. „Money for Nothing“ (Mark Knopfler, Sting) (radiová verze) (z Brothers in Arms, 1985) – 4:09
10. „Brothers in Arms“ (Edited version) (z Brothers in Arms, 1985) – 4:55
11. „Walk of Life“ (z Brothers in Arms, 1985) – 4:12
12. „Calling Elvis“ (editovaná verze) (z On Every Street, 1991) – 4:41
13. „Heavy Fuel“ (z On Every Street, 1991) – 5:01
14. „On Every Street“ (editovaná verze) (z On Every Street, 1991) – 4:39
15. „Your Latest Trick“ (živě, z On the Night, 1993) – 5:41
16. „Local Hero“ – 4:23

Disk dva
1. „Calling Elvis“ – 9:05
2. „Walk of Life“ – 5:28
3. „Last Exit to Brooklyn“ – 2:23
4. „Romeo and Juliet“ – 7:30
5. „Sultans of Swing“ – 13:14
6. „Brothers in Arms“ – 8:54
7. „Money for Nothing“ – 6:37